# Понтий Прокул Понтиан
По́нтий Проку́л Понтиа́н (лат. Pontius Proculus Pontianus) — римский государственный деятель и сенатор первой половины III века.

## Биография
Понтиан, очевидно, происходил из македонской фамилии Понтиев Прокулов. Он состоял в родственных связях с провинциальными легатами Понтием Фурием Понтианом и Тиберием Фурием Понтианом (последний, возможно, был его отцом), а также с владельцем латифундий, располагавшихся неподалёку от Филипп, Юнием Понтием Прокулом.
В 238 году Понтиан занимал должность ординарного консула вместе с Фульвием Пием. Затем он находился на посту презида (наместника) провинции Верхняя Германия, что подтверждается надписью, которая свидетельствует о восстановлении по его приказу водопровода в крепости Охрингер в конце 241 года.